# أداما نياني
اداما نياني (بالفرنسية: Adama Niane)‏ (16 يونيو 1993 بباماكو في مالي - ) هو لاعب كرة قدم مالي في مركز الهجوم. شارك مع منتخب مالي لكرة القدم. أما مع النوادي، فقد لعب مع نادي تروا ونادي رويال شارلروا ونادي نانت.

## روابط خارجية
- اداما نياني على موقع قاعدة بيانات كرة القدم.إي يو (الإنجليزية)
- اداما نياني على موقع ليكيب (الفرنسية)
- اداما نياني على موقع ناشيونال فوتبول تيمز (الإنجليزية)
- اداما نياني على موقع Soccerway.com (الإنجليزية)
- اداما نياني على موقع عالم كرة القدم.نت (الإنجليزية)
- اداما نياني على موقع AS.com (الإسبانية)